# Landkreis Höchstadt an der Aisch
Der Landkreis Höchstadt an der Aisch, amtlich Landkreis Höchstadt a.d.Aisch, gehörte zum bayerischen Regierungsbezirk Oberfranken. Vor dem Beginn der bayerischen Gebietsreform am Anfang der 1970er Jahre umfasste der Landkreis 59 Gemeinden.

## Geographie

### Wichtige Orte
Die größten Orte waren Höchstadt an der Aisch, Herzogenaurach und Schlüsselfeld.

### Nachbarkreise
Der Landkreis grenzte 1972 im Uhrzeigersinn im Norden beginnend an die Landkreise Bamberg, Forchheim und Erlangen, an die kreisfreie Stadt Erlangen sowie an die Landkreise Fürth, Neustadt an der Aisch und Scheinfeld.

## Geschichte

### Bezirksamt
Das Bezirksamt Höchstadt an der Aisch wurde im Jahr 1862 durch den Zusammenschluss der Landgerichte älterer Ordnung Herzogenaurach und Höchstadt an der Aisch gebildet.
Am 1. August 1923 wurde die Gemeinde Büchenbach an die unmittelbare Stadt Erlangen abgetreten.
Am 1. Oktober 1931 kam die Gemeinde Puschendorf des Bezirksamtes Höchstadt an der Aisch zum Bezirksamt Fürth.

### Landkreis
Am 1. Januar 1939 wurde wie sonst überall im Deutschen Reich die Bezeichnung Landkreis eingeführt. So wurde aus dem Bezirksamt der Landkreis Höchstadt an der Aisch.
Am 1. Januar 1967 wurde die Gemeinde Kosbach an die Stadt Erlangen abgetreten.
Am 1. Juli 1972 wurde der größte Teil des Landkreises Höchstadt an der Aisch im Zuge der Gebietsreform in Bayern mit einigen Gemeinden des damaligen Landkreises Lauf an der Pegnitz dem Landkreis Erlangen zugeschlagen und kam somit zum Regierungsbezirk Mittelfranken. Die Gemeinde Großdechsendorf wurde in die kreisfreie Stadt Erlangen eingemeindet. Die Gemeinden Oberndorf, Pommersfelden, Sambach und Steppach kamen zum Landkreis Bamberg und blieben damit im Regierungsbezirk Oberfranken.
Am 1. Mai 1973 erhielt der Landkreis Erlangen die heutige Bezeichnung Landkreis Erlangen-Höchstadt.

## Einwohnerentwicklung
| Jahr | Einwohner | Quelle |
| ---- | --------- | ------ |
| 1864 | 26.823    | [ 7 ]  |
| 1885 | 28.472    | [ 8 ]  |
| 1900 | 27.195    | [ 9 ]  |
| 1910 | 28.942    | [ 9 ]  |
| 1925 | 28.211    | [ 10 ] |
| 1939 | 30.361    | [ 11 ] |
| 1950 | 43.864    | [ 12 ] |
| 1960 | 44.500    | [ 13 ] |
| 1971 | 53.700    | [ 14 ] |

## Gemeinden
Kursiv gesetzte Orte sind noch heute selbständige Gemeinden. Bei den Orten, die heute nicht mehr selbständig sind, ist vermerkt, zu welcher Gemeinde der Ort heute gehört.

Landkreis Höchstadt an der Aisch, Gemeindegrenzenkarte von 1961

| Städte 1. Herzogenaurach (Lk. Erlangen-Höchstadt) 2. Höchstadt an der Aisch (Lk. Erlangen-Höchstadt) 3. Schlüsselfeld (Lk. Bamberg) Märkte 1. Lonnerstadt (Lk. Erlangen-Höchstadt) 2. Mühlhausen (Lk. Erlangen-Höchstadt) 3. Vestenbergsgreuth (Lk. Erlangen-Höchstadt) 4. Wachenroth (Lk. Erlangen-Höchstadt) 5. Weisendorf (Lk. Erlangen-Höchstadt) | Weitere Gemeinden 1. Adelsdorf (Lk. Erlangen-Höchstadt) 2. Aisch (Gemeinde Adelsdorf, Lk. Erlangen-Höchstadt) 3. Biengarten (Stadt Höchstadt an der Aisch, Lk. Erlangen-Höchstadt) 4. Boxbrunn (Markt Weisendorf, Lk. Erlangen-Höchstadt) 5. Buch (Gemeinde Gremsdorf, Lk. Erlangen-Höchstadt) 6. Burgstall (Stadt Herzogenaurach, Lk. Erlangen-Höchstadt) 7. Dutendorf (Markt Vestenbergsgreuth, Lk. Erlangen-Höchstadt) 8. Elsendorf (Stadt Schlüsselfeld, Lk. Bamberg) 9. Etzelskirchen (Stadt Höchstadt an der Aisch, Lk. Erlangen-Höchstadt) 10. Falkendorf (Gemeinde Aurachtal, Lk. Erlangen-Höchstadt) 11. Fetzelhofen (Markt Lonnerstadt, Lk. Erlangen-Höchstadt) 12. Frickenhöchstädt (Markt Vestenbergsgreuth, Lk. Erlangen-Höchstadt) 13. Frimmersdorf (Markt Vestenbergsgreuth, Lk. Erlangen-Höchstadt) 14. Gremsdorf (Lk. Erlangen-Höchstadt) 15. Greuth (Stadt Höchstadt an der Aisch, Lk. Erlangen-Höchstadt) 16. Großdechsendorf (Stadt Erlangen) 17. Großenseebach (Lk. Erlangen-Höchstadt) 18. Hammerbach (Stadt Herzogenaurach, Lk. Erlangen-Höchstadt) 19. Hannberg (Gemeinde Heßdorf, Lk. Erlangen-Höchstadt) 20. Haundorf (Stadt Herzogenaurach, Lk. Erlangen-Höchstadt) 21. Hemhofen (Lk. Erlangen-Höchstadt) 22. Heppstädt (Gemeinde Adelsdorf, Lk. Erlangen-Höchstadt) 23. Heßdorf (Lk. Erlangen-Höchstadt) 24. Hesselberg (Gemeinde Heßdorf, Lk. Erlangen-Höchstadt) 25. Heuchelheim (Stadt Schlüsselfeld, Lk. Bamberg) 26. Kairlindach (Markt Weisendorf, Lk. Erlangen-Höchstadt) 27. Kleinweisach (Markt Vestenbergsgreuth, Lk. Erlangen-Höchstadt) 28. Kosbach (am 1. Januar 1967 zu Stadt Erlangen) 29. Mailach (Markt Lonnerstadt, Lk. Erlangen-Höchstadt) 30. Münchaurach (Gemeinde Aurachtal, Lk. Erlangen-Höchstadt) 31. Neuhaus (Gemeinde Adelsdorf, Lk. Erlangen-Höchstadt) 32. Neundorf (Gemeinde Aurachtal, Lk. Erlangen-Höchstadt) 33. Niederndorf (Stadt Herzogenaurach, Lk. Erlangen-Höchstadt) 34. Oberlindach (Markt Weisendorf, Lk. Erlangen-Höchstadt) 35. Oberndorf (Gemeinde Pommersfelden, Lk. Bamberg) 36. Oberreichenbach (Lk. Erlangen-Höchstadt) 37. Pommersfelden (Lk. Bamberg) 38. Reinersdorf (Markt Weisendorf, Lk. Erlangen-Höchstadt) 39. Rezelsdorf (Markt Weisendorf, Lk. Erlangen-Höchstadt) 40. Röttenbach (Lk. Erlangen-Höchstadt) 41. Sambach (Gemeinde Pommersfelden, Lk. Bamberg) 42. Schirnsdorf (Gemeinde Mühlhausen, Lk. Erlangen-Höchstadt) 43. Schwarzenbach (Stadt Höchstadt an der Aisch, Lk. Erlangen-Höchstadt) 44. Steppach (Gemeinde Pommersfelden, Lk. Bamberg) 45. Sterpersdorf (Stadt Höchstadt an der Aisch, Lk. Erlangen-Höchstadt) 46. Thüngfeld (Stadt Schlüsselfeld, Lk. Bamberg) 47. Unterreichenbach (Gemeinde Aurachtal, Lk. Erlangen-Höchstadt) 48. Weingartsgreuth (Markt Wachenroth, Lk. Erlangen-Höchstadt) 49. Zeckern (Gemeinde Hemhofen, Lk. Erlangen-Höchstadt) 50. Zentbechhofen (Stadt Höchstadt an der Aisch, Lk. Erlangen-Höchstadt) 51. Zweifelsheim (Stadt Herzogenaurach, Lk. Erlangen-Höchstadt) |

## Politik

### Landräte
- 1. Juli 1923 – 30. April 1942: Georg Schneider
- 1. Mai 1942 – 10. Dezember 1942: Maximilian Krebs (Jurist aus Höchstadt a. d. Aisch. Geboren am 8. November 1904, verstarb er am 19. Juli 1972.)
- 1945–1947: Valentin Fröhlich
- 1948–1958: Peter Weber
- 1958–1972: Georg Daßler, der anschließend der erste Landrat des Landkreises Erlangen-Höchstadt war. Dort amtierte er bis 1978.[16]

### Wappen
Beschreibung
Das Wappen, das der Landkreis aufgrund ministerieller Genehmigung vom 15. Juni 1962 bis zu seiner Auflösung im Jahr 1972 führte, ist von Gold nach Schwarz gespalten. In der rechten Schildhälfte einen linksgewendeten, schwarzen, rot bewehrten Löwen mit einer silbenern Schräglinksleiste überdeckt, in der linken Schildhälfte auf silbernem Boden ein goldenes Einhorn, das hinter einem silbernen Nadelbaum hervorspringt.
Bedeutung
Der Löwe steht für das Hochstift Bamberg, das vor der Säkularisation den Hauptanteil am Kreisgebiet besaß. Das Einhorn ist das Zeichen des Ritterkanton Steigerwald. Die im Ritterkanton Steigerwald zusammengefasste freie fränkische Reichsritterschaft hatte ebenfalls umfangreichen Besitz im Raum Höchstadt.
Der Bamberger Löwe wurde nach der Auflösung des Landkreises Höchstadt in das neue Landkreiswappen des Landkreises Erlangen-Höchstadt übernommen.

## Kfz-Kennzeichen
Am 1. Juli 1956 wurde dem Landkreis bei der Einführung der bis heute gültigen Kfz-Kennzeichen das Unterscheidungszeichen HÖS zugewiesen. Es wurde bis zum 3. August 1974 ausgegeben. Aufgrund der Kennzeichenliberalisierung ist es seit dem 2. Februar 2015 im Landkreis Erlangen-Höchstadt erhältlich.